# Deutsche Leichtathletik-Hallenmeisterschaften 2003
Die 50. Deutschen Leichtathletik-Hallenmeisterschaften fanden vom 22. bis 23. Februar 2003 in der Arena Leipzig statt.
Die Läufe über die 3-mal-1000-Meter-Staffel der Männer wurden im Rahmen der Deutschen Jugendhallenmeisterschaften am 16. Februar 2003 in Leverkusen ausgetragen. Die Meisterschaften in den Mehrkämpfen fanden am 1. und 2. Februar 2003 in Halle statt.

## Medaillengewinner

### Männer
| Disziplin      | Gold                                                                                           | Leistung     | Silber                                                                            | Leistung     | Bronze                                                                              | Leistung     |
| -------------- | ---------------------------------------------------------------------------------------------- | ------------ | --------------------------------------------------------------------------------- | ------------ | ----------------------------------------------------------------------------------- | ------------ |
| 60 m           | Tim Goebel (TSV Bayer 04 Leverkusen)                                                           | 6,71 s       | Rasgawa Pinnock (ASV Köln)                                                        | 6,73 s       | Ronny Ostwald (TV Wattenscheid 01)                                                  | 6,74 s       |
| 200 m          | Tobias Unger (LAZ Salamander Kornwestheim)                                                     | 21,34 s      | Sebastian Ernst (FC Schalke 04)                                                   | 21,51 s      | Markus Malucha (VfL Sindelfingen)                                                   | 21,60 s      |
| 400 m          | Ruwen Faller (TuS Jena)                                                                        | 47,48 s      | Marc Alexander Scheer (LG Olympia Dortmund)                                       | 47,74 s      | Henning Kuschewitz (LG Eintracht Frankfurt)                                         | 47,83 s      |
| 800 m          | René Herms (LG Asics Pirna)                                                                    | 1:46,78 min  | Nils Schumann (LC Creaton Erfurt)                                                 | 1:46,90 min  | Christian Köhler (1. LAV Rostock)                                                   | 1:49,34 min  |
| 1500 m         | Wolfram Müller (LAV Tübingen)                                                                  | 3:40,46 min  | Franek Haschke (LG Asics Pirna)                                                   | 3:43,10 min  | Ralf Assmus (LC Creaton Erfurt)                                                     | 3:46,90 min  |
| 3000 m         | Jan Fitschen (TV Wattenscheid 01)                                                              | 7:55,76 min  | Sebastian Hallmann (LAC Quelle Fürth/München)                                     | 7:58,05 min  | Christian Goy (SCC Berlin)                                                          | 7:59,68 min  |
| 60 m Hürden    | Mike Fenner (TV Wattenscheid 01)                                                               | 7,69 s       | Jerome-Marcel Crews (TV Wattenscheid 01)                                          | 7,77 s       | Claude Edorh (LT DSHS Köln)                                                         | 7,84 s       |
| 4 × 200 m      | TV Wattenscheid 01 I (Alexander Kosenkow, Holger Blume, Henning Hackelbusch, David Filipowski) | 1:25,69 min  | ASV Köln (Jan Mörsch, Gereon Stuke, Rasgawa Pinnock, Jan Gajdos)                  | 1:25,82 min  | TV Wattenscheid 01 II (Mario Vona, Dominic Steger, Thomas Novy, Thorsten Engelmann) | 1:27,86 min  |
| 4 × 400 m      | LG Eintracht Frankfurt (Sebastian Gatzka, Henning Kuschewitz, Stefan Bönisch, Christian Duma)  | 3:11,61 min  | VfL Sindelfingen (Stefan Holz, Stefan Kinzy, Markus Malucha, Steffen Sattelmaier) | 3:14,38 min  | 1. LAV Rostock (Dieter Fabisch, Hannes Kleinwort, Christian Köhler, Marcus Kunze)   | 3:14,63 min  |
| 3 × 1000 m     | LC Creaton Erfurt (Torsten Kühn, Nils Schumann, Ralf Assmus)                                   | 7:10,12 min  | 1. LAV Rostock (Ulf Wendler, Marcus Kunze, Christian Köhler)                      | 7:17,31 min  | LC Cottbus (F. Watzlawik, A. Surikow, Toni Mohr)                                    | 7:17,92 min  |
| 5000 m Gehen   | Andreas Erm (SC Potsdam)                                                                       | 18:45,81 min | Denis Trautmann (LGV Gleina)                                                      | 19:48,09 min | Jan Albrecht (Team Erfurt)                                                          | 19:52,74 min |
| Hochsprung     | Roman Fricke (TSV Bayer 04 Leverkusen)                                                         | 2,22 m       | Christian Rhoden (TSV Bayer 04 Leverkusen)                                        | 2,18 m       | Eike Onnen (LG Hannover)                                                            | 2,14 m       |
| Stabhochsprung | Tim Lobinger (ASV Köln)                                                                        | 5,80 m       | Michael Stolle (TSV Bayer 04 Leverkusen)                                          | 5,75 m       | Richard Spiegelburg (TSV Bayer 04 Leverkusen)                                       | 5,70 m       |
| Weitsprung     | Schahriar Bigdeli (TSV Bayer 04 Leverkusen)                                                    | 8,00 m       | Nils Winter (TSV Bayer 04 Leverkusen)                                             | 7,90 m       | Sascha Müller (1. LAV Rostock)                                                      | 7,67 m       |
| Dreisprung     | Thomas Moede (Team Erfurt)                                                                     | 16,44 m      | Andreas Pohle (Team Erfurt)                                                       | 16,32 m      | Tobias Pöss (USC Mainz)                                                             | 16,02 m      |
| Kugelstoßen    | Ralf Bartels (SC Neubrandenburg)                                                               | 20,07 m      | Peter Sack (LAZ Leipzig)                                                          | 19,96 m      | René Sack (LAZ Leipzig)                                                             | 19,22 m      |
| Siebenkampf    | Stefan Drews (Mobilcom Zehnkampfwelle)                                                         | 5879 Punkte  | Nils Winter (TSV Bayer 04 Leverkusen)                                             | 5783 Punkte  | Mike Maczey (Mobilcom Zehnkampfwelle)                                               | 5746 Punkte  |

### Frauen
| Disziplin      | Gold                                                                                | Leistung     | Silber                                                                                  | Leistung     | Bronze                                                                               | Leistung     |
| -------------- | ----------------------------------------------------------------------------------- | ------------ | --------------------------------------------------------------------------------------- | ------------ | ------------------------------------------------------------------------------------ | ------------ |
| 60 m           | Sina Schielke (LG Olympia Dortmund)                                                 | 7,19 s       | Esther Möller (TV Wattenscheid 01)                                                      | 7,24 s       | Melanie Paschke (TV Wattenscheid 01)                                                 | 7,25 s       |
| 200 m          | Gabi Rockmeier (LG Olympia Dortmund)                                                | 23,47 s      | Birgit Rockmeier (LG Olympia Dortmund)                                                  | 23,63 s      | Grit Breuer (SC Magdeburg)                                                           | 23,67 s      |
| 400 m          | Grit Breuer (SC Magdeburg)                                                          | 52,95 s      | Claudia Marx (LG Nike Berlin)                                                           | 53,34 s      | Claudia Hoffmann (SC Potsdam)                                                        | 53,74 s      |
| 800 m          | Anja Knippel (LC Creaton Erfurt)                                                    | 2:03,16 min  | Monika Gradzki (TV Wattenscheid 01)                                                     | 2:03,60 min  | Anette Wölpert (VfL Waiblingen)                                                      | 2:08,70 min  |
| 1500 m         | Irina Mikitenko (LG Eintracht Frankfurt)                                            | 4:17,66 min  | Sigrid Bühler (TSV Bayer 04 Leverkusen)                                                 | 4:18,82 min  | Juliane Becker (LAC Quelle Fürth/München)                                            | 4:19,75 min  |
| 3000 m         | Irina Mikitenko (LG Eintracht Frankfurt)                                            | 8:52,78 min  | Sabrina Mockenhaupt (LG Sieg)                                                           | 8:54,13 min  | Melanie Schulz (LC Creaton Erfurt)                                                   | 9:02,50 min  |
| 60 m Hürden    | Nadine Hentschke (MTG Mannheim)                                                     | 8,12 s       | Juliane Sprenger (LG Kindelsberg Kreuztal)                                              | 8,13 s       | Annika Meyer (LG Hannover)                                                           | 8,21 s       |
| 4 × 200 m      | LG Olympia Dortmund (Katchi Habel, Birgit Rockmeier, Sandra Möller, Gabi Rockmeier) | 1:34,68 min  | TSV Bayer 04 Leverkusen (Anke Feller, Maren Schott, Tanja Kuckelkorn, Christa Kaufmann) | 1:39,62 min  | LG Weserbergland (Stephanie Thumann, Nicole Müller, Michaela Halm, Nicole Marahrens) | 1:39,77 min  |
| 3000 m Gehen   | Melanie Seeger (SC Potsdam)                                                         | 11:59,96 min | Sabine Zimmer (SC Potsdam)                                                              | 12:17,97 min | Nicole Best (TV Groß-Gerau)                                                          | 13:27,74 min |
| Hochsprung     | Elena Herzenberg (ABC Ludwigshafen)                                                 | 1,94 m       | Daniela Rath (TSV Bayer 04 Leverkusen)                                                  | 1,92 m       | Kathryn Holinski (LG Olympia Dortmund)                                               | 1,92 m       |
| Stabhochsprung | Annika Becker (Team Erfurt)                                                         | 4,60 m       | Yvonne Buschbaum (VfB Stuttgart 1893)                                                   | 4,50 m       | Carolin Hingst (USC Mainz)                                                           | 4,35 m       |
| Weitsprung     | Bianca Kappler (LC Rehlingen)                                                       | 6,61 m       | Katja Keller (LAC Erdgas Chemnitz)                                                      | 6,52 m       | Sofia Schulte (SV Saar 05 Saarbrücken)                                               | 6,49 m       |
| Dreisprung     | Katja Umlauft (1. LAC Dessau)                                                       | 13,89 m      | Karoline Köhler (Team Erfurt)                                                           | 13,39 m      | Katja Demut (TuS Jena)                                                               | 13,30 m      |
| Kugelstoßen    | Astrid Kumbernuss (SC Neubrandenburg)                                               | 19,24 m      | Nadine Kleinert (SC Magdeburg)                                                          | 18,56 m      | Nadine Beckel (Schweriner SC)                                                        | 17,86 m      |
| Fünfkampf      | Sonja Kesselschläger (SC Neubrandenburg)                                            | 4531 Punkte  | Katja Keller (LAC Erdgas Chemnitz)                                                      | 4401 Punkte  | Claudia Tonn (LC Paderborn)                                                          | 4087 Punkte  |